# كينان لويس
كينان لويس (بالإنجليزية: Keenan Lewis)‏ هو لاعب كرة قدم أمريكية أمريكي، ولد في 17 مايو 1986 في نيو أورلينز في الولايات المتحدة.

## وصلات خارجية
- كينان لويس على موقع مرجع كرة القدم المحترفة.كوم (الإنجليزية)